# Plagithmysus microgaster
Plagithmysus microgaster là một loài bọ cánh cứng trong họ Cerambycidae.